# NGC 1309
NGC 1309 je galaksija u zviježđu Eridan.

## Vanjske poveznice
- SEDS: NGC 1309